# 絶対等級
絶対等級（ぜったいとうきゅう、Absolute magnitude、記号M）とは、天体の明るさを、仮に我々から見てある基準となる距離にあるとしたときの、その天体の見かけの等級 (m) である。絶対等級を用いると、天体までの距離を考えないで、いろいろな天体の明るさを比較することができる。標準光度（標準等級）とも言う。

## 恒星の絶対等級
恒星天文学及び銀河天文学において、基準となる距離は10パーセク（約32.616光年、3×1014km）である。10パーセクの距離にある恒星は0.1″（100ミリ秒）の視差を持つ。
絶対等級は、見かけの等級と同じく、明るさが約2.512倍だけ違うと1等級だけ明るさが違い、数字が5小さくなると明るさはちょうど100倍になるという決まりを使っている（{\displaystyle {\sqrt[{5}]{100}}\approx 2.512}）。例えば天の川の絶対等級は約−20.5等級である。従って絶対等級が−25.5等級であるクエーサーは、我々のいる天の川銀河よりも100倍明るいことになる。もしあるクエーサーと我々の天の川が同じ距離に並んで見えたとしたら、クエーサーは5等級（100倍）だけ我々の銀河系より明るく見えることになる。
絶対等級を定義するには、測定している電磁放射のタイプをはっきりさせることが必要である。放出エネルギーの合計について述べる場合、適切な用語は放射等級（輻射等級、bolometric magnitude）である。ある天体の絶対等級が低くなればなるほど、その天体の光度は高くなる。方程式により、視等級と絶対等級は、視差を媒介に関係している。
肉眼で見える恒星の多くは、10パーセクの位置にあっても地面に影が映るほどの絶対等級を持っている。例えばリゲル（−7.2等）、デネブ（−7.2等）、とも座ζ星（−6.0等）、そしてベテルギウス（−5.6等）などである。比較すると、シリウスは絶対等級で1.47等であり太陽は可視光での絶対等級で4.83等である（参考値）。
恒星の絶対等級は一般に−10等から+17等までの間に収まる。一方、銀河の絶対等級の数値は遥かに小さい（明るい）場合がある。例えば、巨大な楕円銀河であるM87の絶対等級は−22等である。

### 計算方法
恒星の絶対等級{\displaystyle M\!\,}は視等級{\displaystyle m\!\,}と光度距離{\displaystyle D_{L}\!\,}から算出することができる。
{\displaystyle M=m-5(\log _{10}{D_{L}}-1)\!\,}
極めて遠い天体に対してはユークリッド近似は正当な根拠がなく、天体までの光度距離を計算するときは一般相対性理論を考慮に入れなければならない。
近距離の天体に対してユークリッド近似を用いる場合、恒星の絶対等級{\displaystyle M\!\,}は視等級と視差から計算することができる。
{\displaystyle M=m+5(\log _{10}{\pi }+1)\!\,}
ここでπは秒単位の恒星の視差である。

#### 例
- リゲル(Rigel)は視等級mV=0.18等であり距離は約773光年である。
- ベガ(Vega)の視差は0.133″であり、視等級は+0.03等である。

{\displaystyle M_{V_{\mathrm {Vega} }}=0.03+5\{1+\log _{10}(0.133)\}=+0.65.}
- ケンタウルス座α星の視差は0.750″であり視等級は-0.01等である。

{\displaystyle M_{V_{\alpha \ \mathrm {Cen} }}=-0.01+5\{1+\log _{10}(0.750)\}=+4.37.}

#### 視等級
絶対等級{\displaystyle M\!\,}が与えられると、我々の銀河内にある任意の距離の天体の視等級{\displaystyle d\!\,}を計算することもできる。
{\displaystyle m=M+5(\log _{10}{d}-1)\!\,}
我々の銀河の外にあるような非常に遠距離の天体では、d の代わりに光度距離DLを使わなければならない。
10

## 惑星などの絶対等級 (H)
惑星、彗星、小惑星の場合、恒星ではない天体についてより意味のある別の定義の絶対等級が使われる。
この場合の絶対等級は、ある天体が太陽と地球の両方から1天文単位 (au) にあり、位相角（太陽と天体、天体と観測者を結ぶ線の間の角）が0度であるとした時の視等級として定義される。これは物理的には有り得ない状態であるが、計算には便利である。
恒星や銀河の絶対等級を惑星などの絶対等級に変換するには、31.57を減じればよい。この数値は、太陽の視等級の−26.8等と、（恒星の）絶対等級の+4.8等の違いとも一致する。従って、天の川（銀河の絶対等級−20.5等）は、惑星の絶対等級では−52等になることになる。

### 計算
絶対等級Hは、次の式で与えられる。
{\displaystyle H=m_{\mathrm {Sun} }-5\log _{10}{\frac {{\sqrt {a}}\,r}{d_{0}}}.}
ここで{\displaystyle m_{\mathrm {Sun} }}は1 auの地点から見た太陽の視等級（−26.73等）であり、{\displaystyle a\!\,}は天体の幾何学的アルベド（0と1の間の数値）、{\displaystyle r\!\,}は天体の半径、{\displaystyle d_{0}\!\,}は1 au（≈1億4960万km）である。

#### 例
月(Moon): {\displaystyle a_{\mathrm {Moon} }=0.12,\ r_{\mathrm {Moon} }=1738\,\mathrm {km} .}
{\displaystyle H_{\mathrm {Moon} }=m_{\mathrm {Sun} }-5\log _{10}{\frac {{\sqrt {a_{\mathrm {Moon} }}}\ r_{\mathrm {Moon} }}{d_{0}}}=+0.25.}

### 視等級
絶対等級は、異なる状況にある天体の視等級を計算する補助として使われることがある。{\displaystyle m=H+2.5\log _{10}\left({\frac {{d_{BS}}^{2}\,{d_{BO}}^{2}}{p(\chi )\,{d_{0}}^{4}}}\right).}
ここで、{\displaystyle d_{0}\!\,}は1 au、{\displaystyle \chi \!\,}は位相角である。位相角については、余弦定理より以下が従う。
{\displaystyle \cos {\chi }={\frac {{d_{BO}}^{2}+{d_{BS}}^{2}-{d_{OS}}^{2}}{2d_{BO}d_{BS}}}.}
また、{\displaystyle p(\chi )\!\,}は相積分（反射光の積分で、0と1の間の数値）であり、相積分の形式としてよく用いられるのが、理想拡散反射球近似である。これは、惑星などの球状天体への適当な第一近似である。
{\displaystyle p(\chi )={\frac {2}{3}}\left\{\left(1-{\frac {\chi }{\pi }}\right)\cos {\chi }+{\frac {1}{\pi }}\sin {\chi }\right\}.}
この式より、満位相の散乱球は同じ直径の散乱円盤の2/3を反射することがわかる。
{\displaystyle d_{BO}\!\,}は観測者と天体の間、{\displaystyle d_{BS}\!\,}は太陽と天体の間、{\displaystyle d_{OS}\!\,}は観測者と太陽の間の距離である。

#### 例：地球から見た月の明るさ
{\displaystyle H_{\mathrm {Moon} }=+0.25,}
{\displaystyle d_{OS}=d_{BS}=1\,\mathrm {au} ,}
{\displaystyle d_{BO}=384,500\,\mathrm {km} =0.00257\,\mathrm {au} }

##### 満月の場合
{\displaystyle \chi =0\ (p(\chi )\approx 2/3),}
{\displaystyle m_{\mathrm {Moon} }=0.25+2.5\log _{10}\left({\frac {3}{2}}\times 0.00257^{2}\right)=-12.26.}
実際は -12.7等である。満月は満位相の時、完全散乱反射体の予想より30%多い光を反射する。

##### 位相角90°の月の場合
{\displaystyle \chi =90^{\circ }\ (p(\chi )=2/(3\pi )),} (散乱反射体の場合)
{\displaystyle m_{\mathrm {Moon} }=0.25+2.5\log _{10}\left({\frac {3\pi }{2}}\times 0.00257^{2}\right)=-11.02.}
実際は約 -11.0等である。拡散反射体の公式は位相が小さいときによく当てはまる。